# Zombies del terror
Zombies adolescentes (Zombies del terror en México) es una película de terror escrita, producida y dirigida por Jerry Warren en 1959. Trata acerca de una científica loca que quiere convertir en zombi a todos los ciudadanos de Estados Unidos.

## Argumento
Una científica loca (Dra. Myra) quiere convertir en zombi a todos los ciudadanos de los Estados Unidos. Reg (Don Sullivan), Skip (Paul Pepper), Julie (Mitzie Albertson) y Pam (Brianne Murphy) son enjaulados por ella. Un gorila feroz ataca a los esbirros de la Dra. Myra y el cuarteto de adolescentes escapa.